# Klortetracyklin

Klortetracyklin kemiska struktur.

Klortetracyklin är en kemisk förening med formeln C22H23ClN2O8. Ämnet är ett antibiotikum och används i Sverige mot bland annat afte. Pruduceras av läkemedelsföretaget APL. Ett annat handelsnamn för läkemedlet är Aureomycin.